# Гай Веттій Коссіній Руфін
Гай Веттій Коссіній Руфін (лат. Gaius Vettius Cossinius Rufinus; ? — після 316) — державний діяч часів пізньої Римської імперії.

## Життєпис
Походив з впливової родини Веттіїв. Син Гая Веттія Грата, консула 280 року, та Коссінії. Рано розпочав кар'єру. Протягом короткого часу увійшов до жрецьких колегій авгурів, понтифіків та фламінів. Потім став коректором (управителем) Тускії, Умбрії.
На початку 300-х років, проте достеменно невідомо, імператор Діоклетіан призначає його проконсулом Ахайї. На цій посаді Гай Веттій перебував до 306 року, початку боротьби за владу між Костянтином I, Максенцієм та Галерієм.
У 306 році імператор Максенцій призначив Руфіна коректором Кампанії. На цій посаді перебував до 312 року. Також стає куратором віа Фламінії та річки Тибру. Серед боротьби за владу між різними імператорами Веттій зумів зберегти життя та посади. Новий імператор Костянтин I у 313 році призначає його своїм комітом й коректором Венетії та Істрії. У 315—316 роках був міським префектом Риму.
У 316 році став консулом разом з Антонієм Цециною Сабіном. Про подальшу долю відсутні відомості.

## Родина
Дружина — Петронія Пробіана, донька Луція Публілія Петронія Волузіана.
Діти:
- Веттій Руфін, консул 323 року
- Веттій Юст, консул 328 року
- Веттія, дружина Габінія Барбара Помпеяна